# برایان مک‌گلینچی
برایان مک گلینچی (انگلیسی: Brian McGlinchey; ۲۶ اکتبر ۱۹۷۷بازیکن فوتبال اهل بریتانیا بود.
از باشگاه‌هایی که در آن بازی کرده‌است می‌توان به باشگاه فوتبال منچستر سیتی، باشگاه فوتبال تورکی یونایتد، باشگاه فوتبال گیلینگام، باشگاه فوتبال پلیموث آرگیل، و باشگاه فوتبال پورت ویل اشاره کرد.